# ورقة شفرة (فلم)
ورقة شفرة فيلم كوميدي مصري من إنتاج سنة 2008 ،بطولة أحمد فهمي، شيكو، هشام ماجد، فرح يوسف، سمية الجوينى، قصة أحمد فهمي وهشام ماجد ومن إخراج أمير رمسيس، يتحدث عن شباب مصري يهوى اللهو ولا يهتم بالدراسة، أحدهم يعثر على رسالة - تركها له جده عالم الآثار- تحدد مكان كنز، فيقرر الثلاثة خوض المغامرة فتلاحقهم عصابة تمت تاجيرهم من إسرائيل تبحث هي الأخرى عن الكنز.
تمزج قصة الفيلم بين التاريخ والكوميديا. وقد صرح كاتبيّ الفيلم أنهما الأقدر على تجسيد الشخصيات، لذا أدو دورين من أدوار البطولة.، كما شارك الممثل أحمد الفيشاوي في بعض مشاهد الفيلم وقام بأداء أغنية الفيلم.
وبعد أربعة أسابيع من بدء عرضه، احتل ورقة شفرة المركز الأول في الإيرادات المصرية، فبلغت إيراداته مليون ونصف المليون جنيه.

## قصة الفيلم
تبدأ أحداث الفيلم في عام 605 قبل الميلاد باحتلال الملك الآشوري نبوخذ نصر على مدينة أورشليم (القدس). وأجلى عنها اليهود، لكن بعض جماعات اليهود استطاعوا الفرّ إلى مصر، حاملين معهم أسرار مدينة أورشليم.
تنتقل الأحداث إلى فلسطين في الوقت الماضي. إلى ثلاثة شباب هم : فايز (أحمد فهمي)، إسماعيل (هشام ماجد) وبدير الأنصاري (شيكو). هم مستهترين بعض الشيء. فايز قد ترك له جده مكتبةً أثرية، ويعتني بها. يكتشف فايز أن جده قد ترك له ورقة شفرة بها ما اكتشفه قبل مقتله، وهي خريطة لمكان آثار فرعونية في مدينة أورشليم التي رسمها اليهود الفارين لمصر حتى لا تضيع معالم الحضارة.
ولم يكن يعرف بأمر الرسالة إلا عندما لاحقته عصابة إسرائيلية.
فيقرروا خوض المغامرة والبحث عن الخريطة المخبّأة في أحد المعابد الأثرية الموجودة بمدينة الأقصر.

## الممثلون
| - أحمد فهمي: فايز - هشام ماجد: إسماعيل - شيكو: بدير الانصاري - فرح يوسف: علا - سمية الجويني: سيرين - عزت أمين: شامبليون | - أشرف سرحان: أحمد عبد الرحمن - محمد متولي : ضابط المباحث - علي حسنين : راعى الكنيسه - ثريا إبراهيم: جدة فايز - جرير منصور: جونسون - نادية العراقية: أم بدير | - لبنى محمود: دكتورة الجامعة - أحمد الفيشاوي: إكرامي - سمير غانم: ضيف شرف - خالد أبو النجا: ضيف شرف - رشا مهدي: ضيف شرف |

| - عادل فؤاد:ظابط المباحث - يحيى محمود - مدحت قاسم:جد فايز - شهاب ابراهيم:صاحب العشة - محمود العزازي: الشربيني | - علي محمد صالح - ياسمين كساب - حنان جلال - حامد أحمد سليمان | - أسامة عبد العاطي - احمد نجرو - أسامة صبحى - عبد المنعم عبد العاطي |

- الأطفال:علياء فكري - علي بهجت - بسنت طارق - عمرو صلاح

## وصلات خارجية
- مقالات تستعمل روابط فنية بلا صلة مع ويكي بيانات